# Denise Coates
Denise Coates (26 de septiembre de 1967) es una empresaria multimillonaria británica, fundadora, accionista mayoritaria y codirectora ejecutiva de la empresa de juegos de azar en línea Bet365.
En octubre de 2019, la revista Forbes estimó el patrimonio neto de Coates en 12.200 millones de dólares. En 2020, ganó un salario de 422 millones de libras y dividendos por 48 millones de libras. A partir de 2021, ha sido la directora ejecutiva mejor pagada de Gran Bretaña durante varios años, y es una de las mujeres más ricas de Gran Bretaña, según la lista Sunday Times Rich.
En diciembre de 2024, el patrimonio neto estimado de Coates es de £9,500 millones de libras esterlinas.

## Infancia
Denise Coates es la hija mayor de Peter Coates, presidente del Stoke City FC y director de Bet365. Obtuvo un título de primera clase en econometría de la Universidad de Sheffield.

## Carrera empresarial
Mientras estaba en la escuela, Coates comenzó a trabajar como auxiliar de caja de Provincial Racing, una firma de apuestas propiedad de su familia. Después de salir de la universidad, continuó trabajando en Provincial Racing, como contable. Después de esto, Coates se convirtió en director gerente de la pequeña cadena de tiendas en 1995. Ese mismo año, Coates obtuvo un préstamo de Barclays para adquirir una cadena vecina.

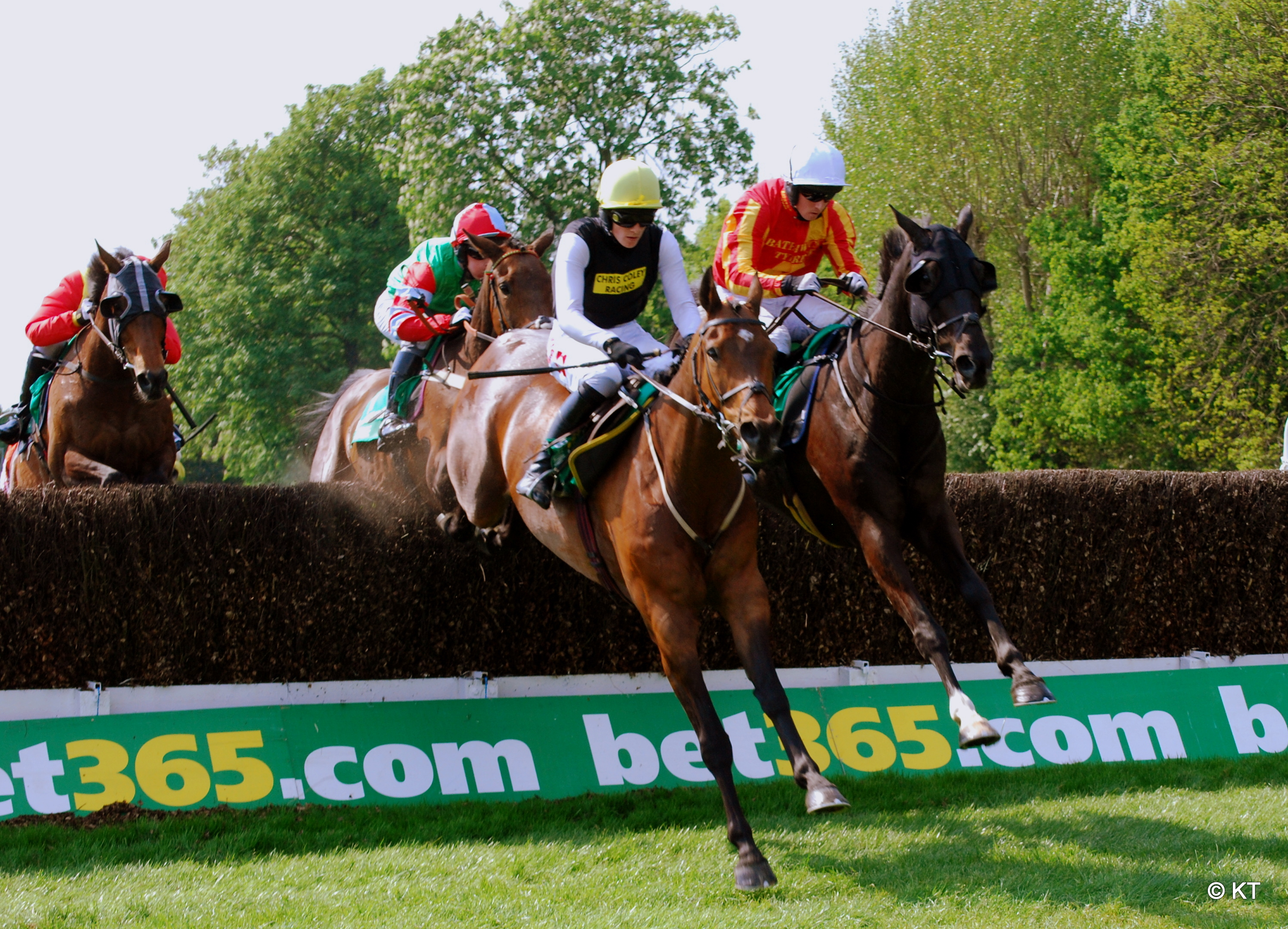
Bet365 Gold Cup en Sandown en abril de 2011

## Bet365
En enero de 2000, Coates compró el dominio Bet365.com. Bet365.com se lanzó en 2001 como un sitio de apuestas en línea. Pidió prestado £15 millones de RBS ofreciendo como garantía la casa de apuestas de la familia. En 2005, estas tiendas se vendieron a Coral por £ 40 millones, lo que permitió a Coates liquidar el préstamo a RBS.
A partir de 2016, Bet365 es una de las empresas de juegos de azar en línea más grandes del mundo, con $ 2 mil millones en ingresos realizando un total de $ 45 mil millones en apuestas anuales. La compañía también posee una participación mayoritaria en el Stoke City Football Club. En 2015, Bet365 trasladó su sede de Stoke a Gibraltar debido a sus regulaciones favorables. Coates todavía dirige la empresa junto con su hermano y codirector ejecutivo, John Coates.
Coates es la accionista mayoritaria de Bet365 con el 50,01%. Su fortuna personal se estima en $ 12 miles de millones, a diciembre de 2019.
En 2017, Coates fue criticada por asignarse un sueldo de 217 millones de libras esterlinas, y Mike Dixon, director ejecutivo de Addaction, dijo: "No puede ser correcto que el director ejecutivo de una compañía de apuestas reciba 22 veces más de lo que toda la industria 'dona' al tratamiento". En 2018, se anunció que su salario había aumentado a £ 265 millones, alrededor de 9.500 veces más que el salario promedio del Reino Unido, con Luke Hildyard del High Pay Center comentando: "Obviamente, las personas que construyen empresas exitosas deben ser recompensadas por su trabajo duro, pero esta es una cantidad de dinero obscena para alguien que ya es multimillonario. Es extraño pensar que alguien tan rico quiera tener aún más en sus manos, en lugar de dedicarlo a un propósito más útil". Su salario de £ 421 millones en 2020 fue un 50% más alto que en 2019, y más alto que todos los directores ejecutivos del índice FTSE 100 combinados.

## Fundación Denise Coates
Coates creó la Fundación Bet365 en agosto de 2012, y en febrero de 2016 pasó a llamarse Fundación Denise Coates. Es una organización benéfica registrada bajo la ley inglesa y donó £ 100 millones a veinte organizaciones benéficas del Reino Unido a fecha de 2014.
Entre las organizaciones benéficas que han recibido fondos se incluyen Oxfam, CAFOD, el Hospicio Douglas Macmillan para enfermos de cáncer en Stoke y programas de ayuda para las víctimas atrapadas tras el tifón Haiyan en Filipinas. También se han ofrecido becas universitarias y donaciones de teatro.
La Fundación prometió £ 230,000 al St Joseph's College, en Trent Vale, para el trabajo de la escuela para ayudar a apoyar a los jóvenes vulnerables en Bo, Sierra Leona .
En marzo de 2020, la fundación otorgó £ 235,000 al New Vic Theatre en Newcastle-under-Lyme para una renovación y remodelación esencial.
En abril de 2020, Coates donó £ 10 millones a través de su fundación a los hospitales universitarios de North Midlands para apoyar al personal que lucha contra el coronavirus.

## Vida personal
Coates está casada con Richard Smith y viven en Betchton cerca de Sandbach, Cheshire. Conduce un Aston Martin con matrículas personalizadas con sus iniciales.
Tienen cinco hijos, incluidos cuatro que en marzo de 2014 se informó que habían sido "recientemente adoptados de la misma familia".
Coates vive en una mansión de £90 millones en Cheshire, que incluye una piscina olímpica, dos helicópteros y un tobogán acuático hecho a medida para sus hijos. La propiedad también incluye canchas de tenis, un cobertizo para botes y hermosos jardines.

## Reconocimientos
En enero de 2012, Coates fue nombrado Comandante de la Orden del Imperio Británico (CBE) por sus servicios a la comunidad y las empresas. En 2012, recibió un doctorado honorario de la Universidad de Staffordshire.
En 2013, Coates fue nombrada como una de las 100 mujeres más poderosas del Reino Unido por Woman's Hour en BBC Radio 4.
En 2019, Coates fue incluida en el Salón de la Fama de las Apuestas Deportivas administrado por Sports Betting Community (SBC) por su liderazgo en la industria del juego.